# شپیسهایم
شپیسهایم (به آلمانی: Spiesheim) یک شهر در آلمان است که در آلزی-ورمز واقع شده‌است. شپیسهایم ۹۸۶ نفر جمعیت دارد.